# Mocsári szarvasok
A mocsári szarvasok (Rucervus) az emlősök (Mammalia) osztályának párosujjú patások (Artiodactyla) rendjébe, ezen belül a szarvasfélék (Cervidae) családjába és a szarvasformák (Cervinae) alcsaládjába tartozó nem.

## Tudnivalók
Korábban a Rucervus nemet a Przewalskium és a Rusa nemekkel együtt a Cervus nembe sorolták, mint alnemek. Manapság mindegyikük külön - külön nemeket alkotnak. Ez a szétválasztás az állatok közti alaktani különbségeken alapult. Azonban az újabb genetikai kutatások azt mutatják, hogy a líraszarvast vissza kéne helyezni a Cervus nembe, míg a másik kettő megmaradhat a Rucervus-ban. Az állatok áthelyezése az Axis nembe igen valószínűtlen.
A mocsári szarvasok Dél-Ázsiában találhatók meg.

## Rendszerezése
A nembe az alábbi 2-3 faj tartozik; legalábbis a 2005-ben előállított „ Mammal Species of the World” harmadik kiadása szerint:
- mocsári szarvas (Rucervus duvaucelii) (G. Cuvier, 1823)
- Schomburgk-szarvas (Rucervus schomburgki) Blyth, 1863 - 1938-ban kihalt
- ?líraszarvas (Panolia eldii vagy Rucervus eldii) (M'Clelland, 1842)

A fenti listától eltérően manapság a következők különböznek: egyesek a líraszarvasnak megalkotnának egy külön nemet, az úgynevezett Panolia nevűt; erre az indok a Dávid-szarvassal (Elaphurus davidianus) mutatott közelebbi rokonság. Továbbá a líraszarvas három alfaját, külön - külön felemelnék faji szintre.

## Képek

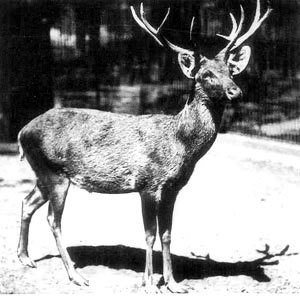
Schomburgk-szarvas 1911-ben, a berlini állatkertben

### Fordítás
- Ez a szócikk részben vagy egészben  a   Rucervus című angol Wikipédia-szócikk ezen változatának fordításán alapul.  Az eredeti cikk szerkesztőit annak laptörténete sorolja fel. Ez a jelzés csupán a megfogalmazás eredetét és a szerzői jogokat jelzi, nem szolgál a cikkben szereplő információk forrásmegjelöléseként.